# Рей Крок
Рей Крок (на английски: Ray Kroc, Raymond Albert Kroc, „the Hamburger King“, * 5 октомври 1902 в Оук Парк, Илинойс, † 14 януари 1984 в Сан Диего, Калифорния) е американски бизнесмен, който развива „Макдоналдс“ като франчайз, собственик на бейзболен отбор и филантроп.

## Биография
Роден е на 5 октомври 1902 г. в Оук Парк, Илинойс. Родителите му са чехи. Баща му, Алоис Крок, е от село Břasy близо до Пилзен. През 1902 г. те се преселват от Западна Бохемия (днес Чехия) в Оук Парк, близо до Чикаго.
На 15 години той излъгва наборната комисия относно годините си и става шофьор на линейка по време на Първата световна война.
След войната развива начинания в различни видове бизнес, които не са особено успешни, докато в средата на 50-те години на 20 век не научава за малката верига ресторанти за бързо хранене, собственост на братята Морис Джеймс „Мак“ Макдоналд (1902 – 1971) и Ричард Джеймс „Дик“ Макдоналд (1909 – 1998). Те са едни от пионерите в концепцията за заведения за бързо хранене и залагат основните принципи, към които се придържат и днешните заведения. Талантливи новатори, те обаче не са много добри организатори и се задоволяват само с осем заведения. През 1955 г. Рей Крок, в качеството си на франчайзен агент, открива деветия по ред ресторант. Но братята все още са негативно настроени към разрастването на веригата – тях напълно ги удовлетворяват скромните ѝ размери. Това довежда до разрив в отношенията между Рей Крок и двамата Макдоналдс, след което през 1961 г. той купува тяхната верига и правата над марката за 2.7 млн. долара – по 1 млн. долар за всеки от братята плюс таксите. Оттам нататък веригата се разраства с главоломна скорост. През 1967 г. е открит първият ресторант извън САЩ – в Канада, с което превръща веригата в многонационална компания.
Също като при основателя на другия голям гигант за бързо хранене KFC, Харлънд Сандърс, успехът на Рей Крок идва след като вече е прехвърлил 50 години. След като става част от Макдоналдс през 50-те години на 20 век, за кратко време я развива до най-голямата верига за бързо хранене в света. Крок е вписан дори в Топ 100 класацията на списание „Тайм“ за най-влиятелни хора на столетието.
През 1974 г. Крок се оттегля от длъжността главен изпълнителен директор на „Макдоналдс“ и се отдава на други занимания. Същата година купува бейзболния отбор San Diego Padres, но скоро прави язвителната забележка: „В хамбургерите има повече бъдеще, отколкото в бейзбола.“
Бизнес начинанията му включват и много други дейности, включително инвестиции в недвижими имоти. През живота си той успява да натрупа състояние от 500 милиона щатски долара.
Основава фондация на свое име, която подпомага изследванията в областта на алкохолизма, диабета и други заболявания.
През 1977 г. той пише своята автобиография Grinding It Out.

## Личен живот
Жени се 3 пъти: За Етел Флеминг (1922 – 1961), за Джейн Добинс Грийн (1963 – 1968) и за Джоун Бевърли Крок, родена Мансфелд (1969 – 1984).
Рей Крок умира през 1984 г. в Сан Диего, Калифорния.